# 미란다 카메라

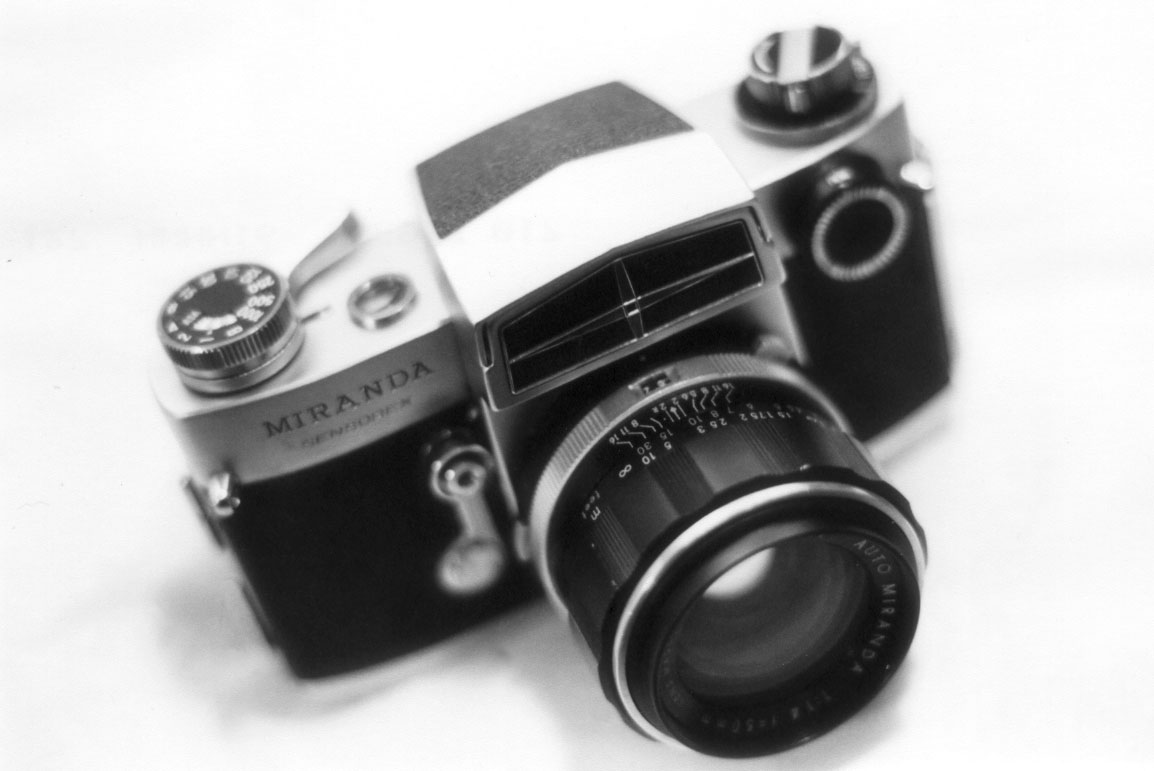
교환가능 프리즘 미란다 Sensorex

미란다 카메라(Miranda Camera)의 원래 이름은 오리온 카메라 회사이며, 1955-1978년 사이에 일본에서 카메라를 제조했던 회사였다. 첫 번째 카메라는 미란다 T였다. 이 회사가 만든 대부분의 제품은, 35mm SLR
카메라였다. 많은 일본제 카메라와는 달리, 렌즈를 직접 만들지 않고, 다른회사에서 만든 것을 사용했다.
DX-3을 제외한, 모든 이회사의 SLR카메라는 교환가능 펜타프리즘을 채용했다.
더 큰 카메라 회사의 생산 자동화와 정교한 전자기술에 대응할 수 없었던 이회사는, 카메라 생산을 중단했다.
1953년-1978년까지 30개의 품질이 뛰어난 35mm SLR을 생산했다. 1980년대 초 영국의 전기 및 사진 소매회사
딕슨(Dixons)이 브랜드를 사용할 권리를 취득했으며, 사진장비에 브랜드를 사용했다.
2011년 현재 딕슨 소매 회사는 아직도 여러나라에서 브랜드를 사용할 권리를 가지고 있으나, 더 이상 사용하지 않으며, 브랜드를 매각할 계획을 가지고 있다.

## 미란다 카메라 제품들
(알파벳 순서)
- Miranda A, AII
- Miranda Automex I, II
- Miranda Automex III
- Miranda B, C
- Miranda D
- Miranda dx-3
- Miranda DR
- Miranda EE-2
- Miranda F
- Miranda FM
- Miranda Fv, FvT
- Miranda G
- Miranda GT
- Miranda Laborec
- Miranda Laborec II
- Miranda Laborec III
- Miranda Laborec Electro-D
- Miranda MS-1
- Miranda MS-2
- Miranda MS-3
- Miranda Memoflex
- Miranda Pallas TM
- Miranda Pallas TM-II
- Miranda RE-II
- Miranda S
- Miranda Sensomat
- Miranda Sensomat RE
- Miranda Sensomat RE-II
- Miranda Sensomat RS
- Miranda Sensorex, Sensorex C
- Miranda Sensorex II
- Miranda Sensorex EE
- Miranda ST
- Miranda T and TII
- Miranda TM / Soligor TM